# Metaponpneumata
Metaponpneumata là một chi bướm đêm thuộc họ Noctuidae.

## Loài
- Metaponpneumata rogenhoferi Möschler, 1890